# 케일로사아과
케일로사아과(cheilosa亞科, 학명: Cheilosoideae 케일로소이데아이[*])는 대극과의 아과이다.

## 하위 분류
- Cheilosa Blume
- Neoscortechinia Pax